# Darkhad
I Darhad (mongolo: Дархад), Darkhad secondo la traslitterazione anglosassone, sono una tribù mongola che vive principalmente nei distretti di Bajanzùrh, Ulaan-Uul, Rėnčinlhùmbė, e Cagaannuur della provincia del Hôvsgôl. Nel nord-ovest della provincia, ha preso il nome da loro la valle del Darkhad (Дархадын хотгор, Darhadyn hotgor).
I darhad facevano parte in origine delle tribù ojrad e hotgojd.
Tra il 1549 e il 1686 popolavano l'aimag Zasagt Khan  e il Hotgojd Altan Khan. Nel 1786 divennero parte del Grande Shabi di Jebtsundamba Khutuktu. A quel tempo erano conosciuti come darhad neri.
Molti darhad praticano lo sciamanesimo. Nel censimento del 2000, 16.268 persone si sono identificate come darhad.